# Festalemps
Festalemps (en occitano Festalens) era una comuna francesa situada en el departamento de Dordoña, de la región de Nueva Aquitania, que el 1 de enero de 2017 pasó a ser una comuna delegada de la comuna nueva de Saint-Privat-en-Périgord al fusionarse con las comunas de Saint-Antoine-Cumond y Saint-Privat-des-Prés.

## Demografía
| Gráfica de evolución demográfica de Festalemps entre 1800 y 2014 |
|                                                                  |

Los datos demográficos contemplados en este gráfico de la comuna de Festalemps se han cogido de 1800 a 1999 de la página francesa EHESS/Cassini, y los demás datos de la página del INSEE.